# اوتو واگنر
اوتو واگنر (آلمانی: Otto Wagner ؛ زادۀ ۱۳ ژوئیهٔ ۱۸۴۱ – درگذشتۀ ۱۱ آوریل ۱۹۱۸) معمار اهل اتریش بود.